# Voi Voi
Chansons représentant la Norvège au Concours Eurovision de la chanson
Sommer i Palma
(1961)
Voi Voi (expression nord-same signifiant « Hé Hé ») est une chanson interprétée par Nora Brockstedt représentant la Norvège au Concours Eurovision de la chanson 1960 le 29 mars à Londres. C'est la première chanson ayant représenté la Norvège à l'Eurovision.
Nora Brockstedt a également enregistré la chanson en anglais sous le titre Big Boy (« Grand garçon ») ainsi qu'en danois et en suédois sous le même titre original.

## À l'Eurovision
La chanson est intégralement interprétée en norvégien, langue nationale de la Norvège, comme le veut la coutume avant 1966. L'orchestre est dirigé par Øivind Bergh (en).
Voi Voi est la sixième chanson interprétée lors de la soirée du concours, suivant Mon amour pour toi de Fud Leclerc pour la Belgique et précédant Du hast mich so fasziniert de Harry Winter pour l'Autriche.
À l'issue du vote, elle obtient 11 points et se classe 4e — à égalité avec Bonne nuit ma chérie de Wyn Hoop pour l'Allemagne — sur 13 chansons,.

## Liste des titres
| A1. | Voi Voi                        | Georg Elgaaen             |  |
| B1. | Lilla Lilli-Ann från Lillesand | Andreas Berg, Juul Hansen |  |

## Classements

### Classement hebdomadaire
| Classement (1960)  | Meilleure position |
| ------------------ | ------------------ |
| Norvège (VG-lista) | 5                  |

## Historique de sortie
| Pays        | Titre   | Date | Format         | Label                  |
| ----------- | ------- | ---- | -------------- | ---------------------- |
| Norvège     | Voi Voi | 1960 | 45 tours       | Karusell               |
| Suède       | Voi Voi | 1960 | 45 tours       | Joker                  |
| Suède       | Voi Voi | 1960 | super 45 tours | Joker                  |
| Royaume-Uni | Big Boy | 1960 | 45 tours       | Top Rank International |
| Norvège     | Voi-Voi | 1988 | 45 tours       | GarlicRecords          |